# Siamese methode

Illustratie van de Siamese methode

De Siamese methode of methode van De La Loubère is een eenvoudige methode om een magisch vierkant met oneven aantal rijen en kolommen te maken. De Franse diplomaat en wiskundige Simon De La Loubère leerde ze kennen tijdens zijn verblijf als gezant van Lodewijk XIV in Siam in de zeventiende eeuw.

## De methode
- Plaats "1" in de middenste vakje van de bovenste rij.
- Plaats de volgende getallen in het vakje rechtsboven het laatst ingevulde vakje. Als je daardoor buiten het vierkant komt, ga dan onderaan of links verder naargelang het geval.
- Als je op een vakje komt waar reeds een getal staat, schrijf dan het volgende getal onmiddellijk onder het laatst ingevulde vakje en ga dan verder zoals hierboven.

Deze methode werkt voor elk vierkant met oneven aantal rijen en kolommen, maar niet voor vierkanten met even aantal rijen en kolommen.

## Voorbeeld: 5x5 magisch vierkant
|  |  | 1 |  |  |
|  |  |   |  |  |
|  |  |   |  |  |
|  |  |   |  |  |
|  |  |   |  |  |

|  |  | 1 |   |   |
|  |  |   |   |   |
|  |  |   |   |   |
|  |  |   |   | 3 |
|  |  |   | 2 |   |

|   |   | 1 |   |   |
|   | 5 |   |   |   |
| 4 |   |   |   |   |
|   |   |   |   | 3 |
|   |   |   | 2 |   |

|   |   | 1 | 8 |   |
|   | 5 | 7 |   |   |
| 4 | 6 |   |   |   |
|   |   |   |   | 3 |
|   |   |   | 2 |   |

|    |    | 1  | 8  | 15 |
|    | 5  | 7  | 14 |    |
| 4  | 6  | 13 |    |    |
| 10 | 12 |    |    | 3  |
| 11 |    |    | 2  | 9  |

| 17 | 24 | 1  | 8  | 15 |
| 23 | 5  | 7  | 14 | 16 |
| 4  | 6  | 13 | 20 | 22 |
| 10 | 12 | 19 | 21 | 3  |
| 11 | 18 | 25 | 2  | 9  |

## In formulevorm
In 2013 publiceerden Livinus Uko en Jennifer Sinclair een gesloten formule die de methode van De La Loubière samenvat:
{\displaystyle m_{i,j}=1+((2j+i-2)\ {\bmod {\ }}p)+p((j+i+{\frac {p-3}{2}})\ {\bmod {\ }}p)}
hierin is
{\displaystyle p} het aantal rijen en kolommen in het magisch vierkant;
{\displaystyle m_{i,j}} het getal in de {\displaystyle i}-de rij en de {\displaystyle j}-de kolom;
{\displaystyle x\ {\bmod {\ }}y} de modulo-operator: de rest van de deling van {\displaystyle x} door {\displaystyle y}.
Hiermee kan de methode in een zeer klein computerprogramma geprogrammeerd worden.